# Policejní velitelství (Užhorod)
Policejní velitelství v ukrajinském Užhorodu se nachází na náměstí Plošča Narodna (Площа Народна), má číslo popisné 2.
Budovu dostalo policejní oddělení v Užhorodu v roce 1929. Budova je ve stylu modernistického klasicismu, její výzdobu tvoří i šestice sloupů se zdobenými vázami.

## Galerie

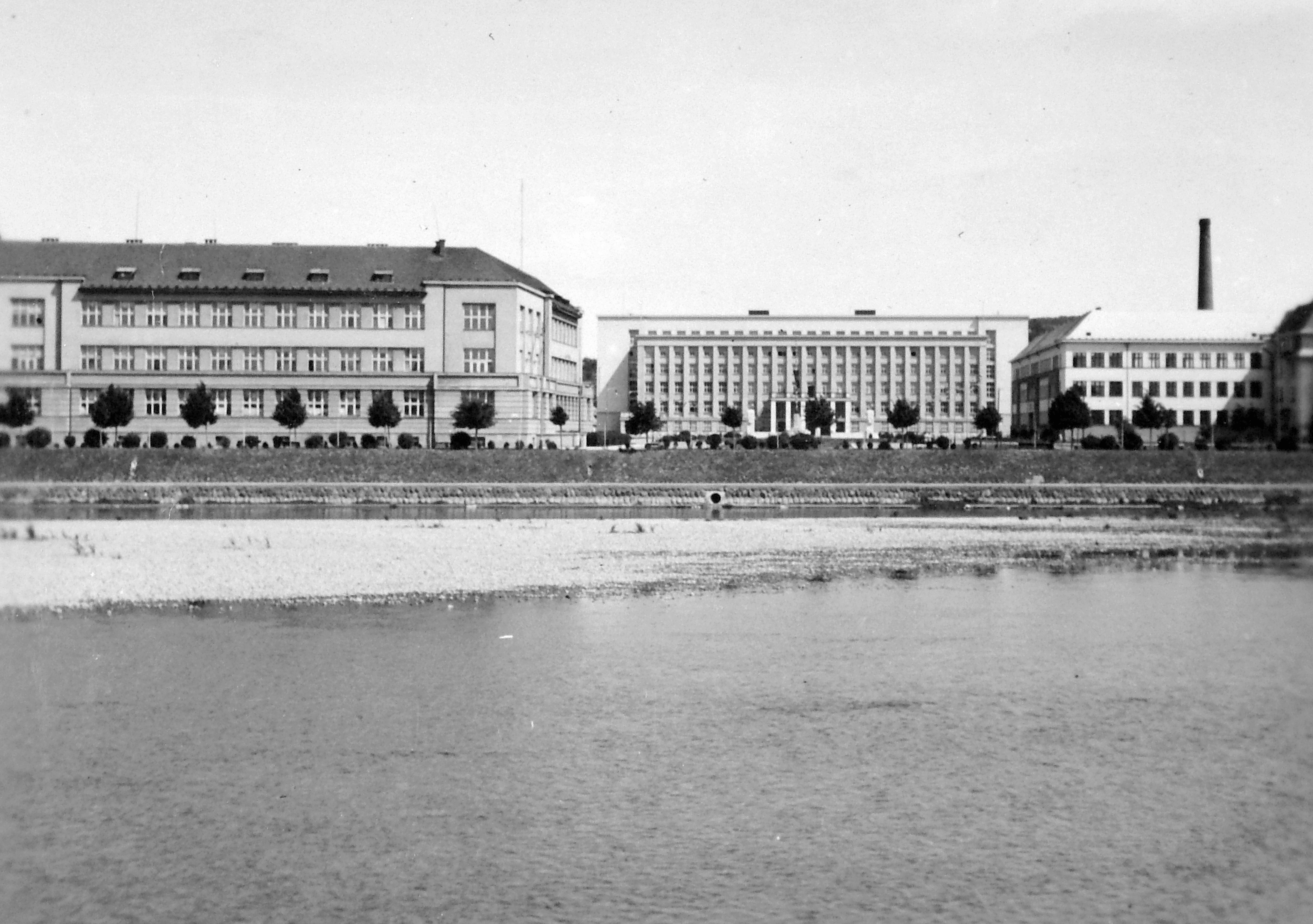
Pohled na četnické velitelství přes řeku Uh
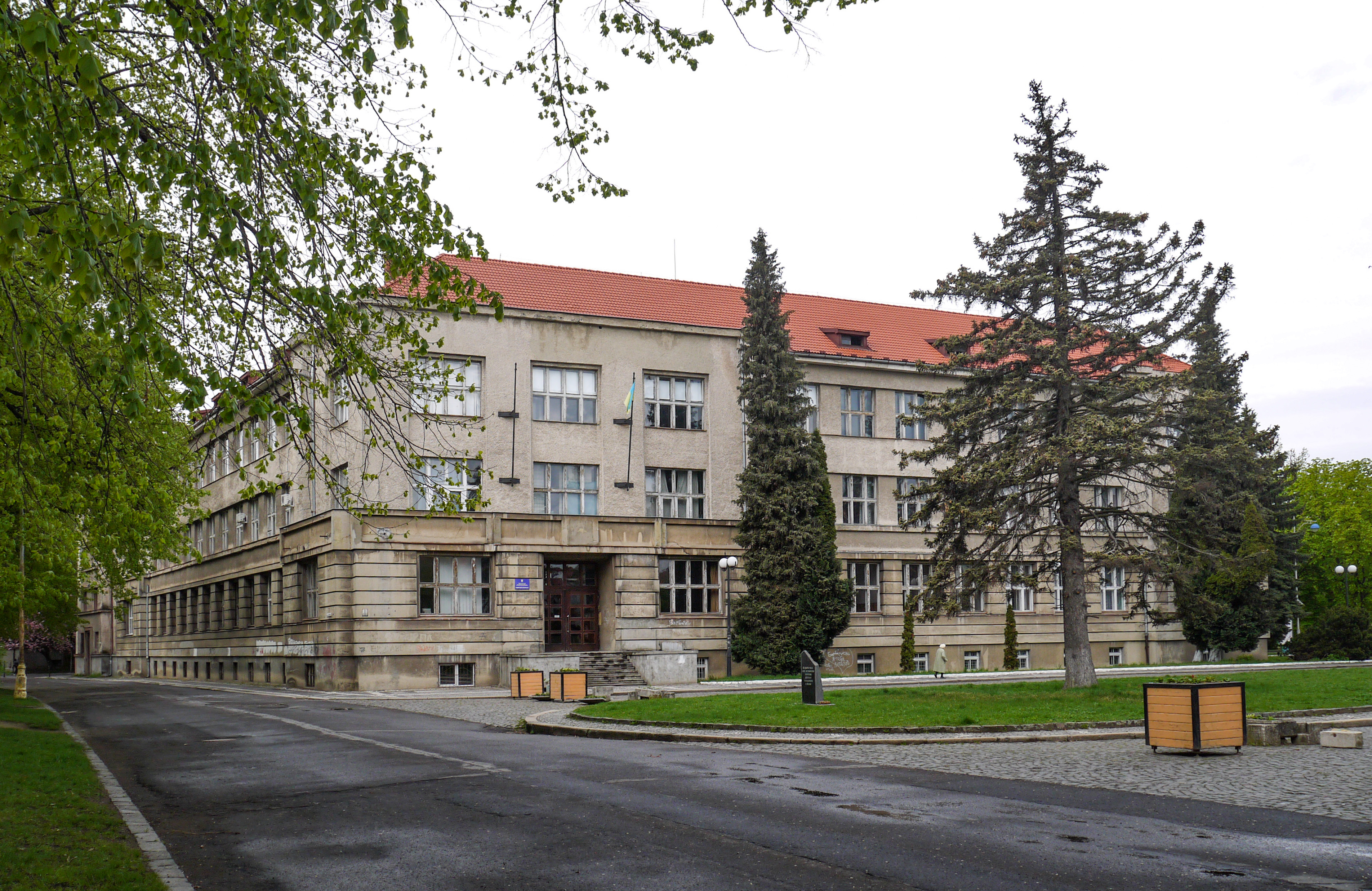
Pohled na budovu